# Václav Drška
Václav Drška (* 29. září 1962 Český Brod) je český historik specializující se na dějiny Franků a Burgundů (jejich tradice v pozdně středověké společnosti), sociální transformaci raně středověké společnosti, středověký stát a reprezentaci elit. Od roku 2023 je děkanem Filozofické fakulty Univerzity Jana Evangelisty Purkyně v Ústí nad Labem.

## Život
V letech 1981–1986 studoval obor český jazyk a dějepis na Filozofické fakultě Univerzity Karlovy v Praze, který úspěšně dokončil. V roce 1988 složil rigorózní zkoušku, a dosáhl tak titulu doktora filozofie na téže fakultě. V období 1998–2002 pokračoval v doktorském studiu v oboru obecné a světové dějiny se specializací na středověké dějiny, které rovněž úspěšně absolvoval. Od roku 2011 je docentem v oboru Historie obecné/světové dějiny.
Od roku 1990 působil jako asistent na Katedře světových dějin Filozofické fakulty Univerzity Karlovy. Poté od roku 1993 začal pracovat jako odborný asistent v Ústavu světových dějin Filozofické fakulty Univerzity Karlovy. Současně od roku 1998 zastával funkci odborného asistenta v Ústavu humanitních studií Univerzity Jana Evangelisty Purkyně. V roce 2006 přešel z Ústavu humanitních studií na Katedru historie Filozofické fakulty Univerzity Jana Evangelisty Purkyně, kde začal taktéž působit jako odborný asistent do roku 2012.
V roce 2012 se stal členem oborové rady pro historii – obecné/světové dějiny na Filozofické fakultě Univerzity Karlovy. Následně se zapojil do dalších tří významných akademických orgánů: vědecké rady Filozofické fakulty Univerzity Jana Evangelisty Purkyně (2015), oborové rady českých dějin téže fakulty (2020) a Rady pro komercializaci Univerzity Karlovy (2015–2022). V letech 2017–2020 rovněž působil jako šéfredaktor mezinárodního časopisu Prague Papers on the History of International Relations.
Dne 21. června 2023 jej Akademický senát Filozofické fakulty UJEP zvolil novým děkanem této fakulty. Následně byl dne 1. září 2023 rektorem Jaroslavem Koutským oficiálně jmenován do funkce.
Od roku 1986 do roku 2010 absolvoval několik zahraničních pobytů a stáží na prestižních univerzitách, jako jsou Univerzita Paříž IV, Meinheimská Univerzita či Svobodná univerzita Berlín. V rámci zahraničních přednáškových aktivit se zúčastnil akademických událostí, například přednášky Die Burgundentradition und das Königreich Arelat in der Diplomatie des 14.-15. Jahrhunderts ve Vídni v roce 2011 a Das Problem der historischen Erinnerung: Burgund und nomen Burgundiae im Mittelalter téhož roku v Lublinu. Rovněž se zapojil do řady mezinárodních konferencí, mezi které patří například Nomen Burgundiae als Erinnerungsort konaná ve Vratislavi v roce 2011 a Einhards Irrtum, oder eine neue Vorstellung über die Aufteilung des Frankenreichs? v Kolíně nad Rýnem v roce 2016.

### Politická kariéra
V roce 2014 se stal členem České strany sociálně demokratické (dnes Sociální demokracie). V rámci strany se začal aktivně angažovat na úrovni komunální, krajské i celostátní politiky. Během své politické kariéry zastával funkci člena finančního výboru města Kolín, kam byl zvolen v roce 2018.
Poprvé kandidoval do zastupitelstva města Kolín v roce 2014, ze 16. místa na stranické kandidátce ČSSD. Získal 498 hlasů, což mu k zisku mandátu nestačilo. O další šanci se pokusil v komunálních volbách v roce 2018, tentokrát jako lídr kandidátky ČSSD v Kolíně. Ve volbách obdržel 329 hlasů a opět nebyl zvolen.
Ve volební kampani v roce 2018 prosazoval několik konkrétních návrhů na zlepšení života ve městě Kolín:
- Kolín bez klíčů – zavedení možnosti volných návštěv zajímavých míst ve městě pro turisty i místní obyvatele.[10]
- Radimského mlýn – získání chátrajícího soukromého objektu do vlastnictví města s cílem jeho revitalizace a inovativního využití.[11]
- Cyklostezky – budování bezpečných a propojených cyklostezek.[12]
- Rekonstrukce chodníků – oprava zanedbaných nebo poškozených chodníků.[13]
- Správa vody a odpadu – navrácení technických služeb a správy vody pod kontrolu města.[14]

Na celostátní úrovni kandidoval v roce 2021 do Poslanecké sněmovny Parlamentu České republiky za Středočeský kraj, kde byl na kandidátní listině ČSSD umístěn na 5. místě. V těchto volbách obdržel 772 preferenčních hlasů, tento počet nestačil na zisk místa ve Sněmovně. V roce 2024 kandidoval do zastupitelstva Středočeského kraje z 15. místa na kandidátce Sociální demokracie. Ve volbách získal 49 preferenčních hlasů, což nestačilo pro získání zastupitelského mandátu.

## Ocenění
- 2019 - Cena rektora za špičkové a excelentní výsledky v oblasti humanitních a společenských věd[17]

## Publikace
- Václav Drška: Zikmund Lucemburský. Liška na trůně, Praha: Epocha 1996, ISBN 80-902129-0-5. 87 s.
- Václav Drška: Divisiones regni Francorum. Královská moc a říšské elity franské říše do vzniku císařství, Acta Universitatis Purkynianae facultatis philosophicae. Studia historica 2010, Ústí nad Labem 2011, ISBN 978-80-7414-255-0, 271 s.
- Václav Drška: Dějiny Burgundska. Nomen Burgundiae ve středověku, České Budějovice: Veduta 2011, ISBN 978-80-86829-65-4, 410 s.
- Drahomír Suchánek – Václav Drška: Církevní dějiny. Antika a středověk, Praha: Grada 2013, ISBN 978-80-247-3719-5.
- Drahomír Suchánek – Václav Drška: Církevní dějiny: Novověk, Praha Grada 2018, ISBN 978-80-247-3720-1.
- Václav Drška – Dana Picková: Dějiny středověké Evropy. Praha: Aleš Skřivan ml., 2004. ISBN 80-86493-11-3.